# Voyagers!

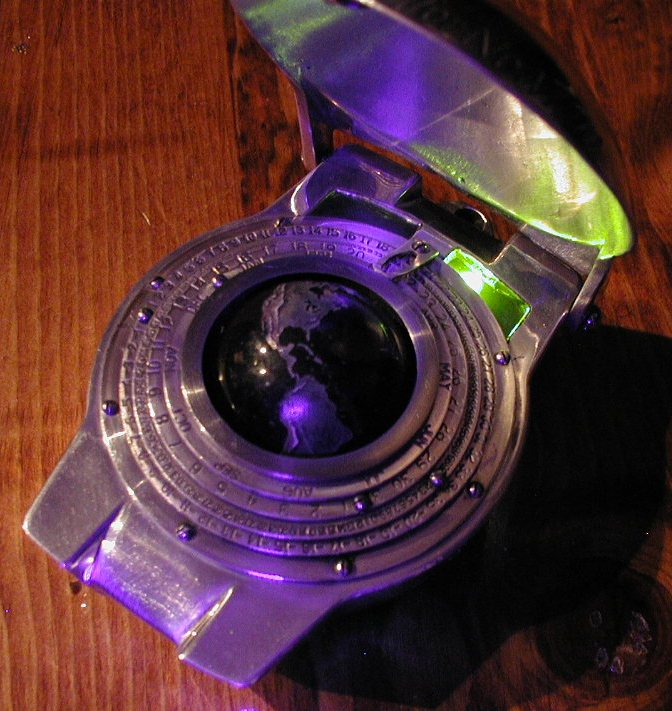
Bússola semelhante a máquina do tempo (temática do filme)

Voyagers! Os Viajantes do Tempo é uma série de televisão de ficção científica sobre viagem no tempo, produzida pela NBC durante a década de 1980, que foi exibida no Brasil pelo SBT. A série, estrelada por Jon-Erik Hexum, no papel de Phineas Bogg, e Meeno Peluce, no papel de Jeffrey Jones, tem a seguinte narração de abertura:
"Viajamos pelo tempo para ajudar a história a se desenrolar. Damos uma mãozinha quando é necessário. Quando a luz vermelha fica vermelha, isso quer dizer que a história está errada, e nossa função é colocar tudo nos devidos lugares. Luz verde, guri! Conseguimos!"
Esse é o eixo principal do enredo de Voyagers!.
A série foi reprisada pelo canal por assinatura TCM a partir de abril de 2010, mas foi removida da grade fixa de programação, passando somente esporadicamente.